# Unxia gracilior
Unxia gracilior là một loài bọ cánh cứng trong họ Cerambycidae.